# Мерав Міхаелі
Мерав Міхаелі (івр. מרב מיכאלי, нар. 24 листопада 1966, Петах-Тіква, Ізраїль) — ізраїльська політик, телеведуча, журналіст, феміністка та активістка. Лідер партії «Авода» з 2021 року. Депутат Кнесету 19-го —25-го скликань (з 2013 року донині); міністр транспорту в 36-му уряді Ізраїлю (2021-2022 рр.).

## Біографія
З 1991 року виконувала роботу автора, редактора і продюсером теле- і радіопередач. Викладала з 2001 року у Коледжі менеджменту (המכללה למינהל), коледжі Оран, в Школі журналістики «Котерет» при Тель-Авівському університеті, в коледжі імені Сапіра. Була постійним автором газети Га-Арец і НКО Women's Media Center.
Мерав Міхаелі була членом Кнесету з 19-го Кнесету. Вона очолює парламентську групу «Сіоністський союз» і координує опозицію. З моменту обрання до Кнесету М. К. Мікаелі є членом Комітету закордонних справ та оборони та його підкомітетів. Вона також є членом комітету палати.
Парламентська діяльність Міхаелі є широкою, охоплюючи цілий ряд секторів: суспільство та економіка, гендерна рівність, релігія та держава, права LBGT, права працівників та сприяння мирному процесу.
У своїй політичній та парламентській діяльності Міхаелі продовжує свій професійний та ідеологічний шлях. До обрання до Кнесету Міхаелі була старшим журналістом, регулярно публікуючи статті та інтерв'ю для газети «Га-Арец». Також вона редагувала та вела новини та розважальні програми на телебаченні та радіо.
Міхаелі брала участь у створенні радіостанцій Ґальґалац та Radio Tel-Aviv. Вона читала лекції в університетах та коледжах з питань засобів масової інформації та гендерних питань. Понад 20 років Міхаелі займається феміністичною активізмою, прагнучи сприяти розвитку жінок та рівних прав жінок. Вона також прагне просувати права меншин, права трудящих та сприяння миру.
У 1997 році Міхаелі заснувала «Езрат нашим» для просування центрів допомоги жертвам та жертвам сексуального насильства. Вона була членом виконавчого комітету Ізраїльської мирної ініціативи та членом дирекції Ізраїльської жіночої мережі.
Завдяки ряду законів, які вона допомогла прийняти, що приносить користь людям, які заборгували перед Hotzaa-Lapoal (Ізраїльське колекторське агентство), а також працівникам та співтовариству LBGT — Міхаелі регулярно вважається одним із найбільш соціально орієнтованих законодавців.

## Політична кар'єра
У жовтні 2012 року Міхаелі твердила, що приєднується до Лейбористської партії і має намір балотуватися до списку лейбористів на виборах до Кнесету 2013 року. 29 листопада 2012 року вона завоювала п'яте місце у списку лейбористської партії  і була обрана до Кнесету, коли лейбористи отримали 15 місць.
Готуючись до загальних виборів 2015 року, партії лейбористів та хатнуах створили сіоністський союз. Міхаелі виграла дев'яте місце в списку Сіоністського союзу та була обрана до Кнесету, оскільки отримала 24 місця. Незадовго до закінчення терміну Кнесету, сіоністський союз був розпущений, а лейбористи і га-Тнуа сиділи в Кнесеті як окремі партії. На виборах у квітні 2019 року Міхаелі потрапила на сьоме місце в списку лейбористів, але втратила місце, оскільки лейбористи скоротились до шести місць. Однак вона повернулася до Кнесету в серпні 2019 року після того, як Став Шафір подала у відставку із складу законодавчого органу. Вона була обрана очолювати Ізраїльську лейбористську партію 24 січня 2021 р. після того, як її попередник Амір Перец заявив, що не буде претендувати на переобрання.